# Municipio de Wells (condado de Tuscola)
El municipio de Wells (en inglés, Wells Township) es un municipio ubicado en el condado de Tuscola, Míchigan, Estados Unidos. Según el censo de 2020, tiene una población de 1590 habitantes.

## Geografía
Está ubicado en las coordenadas 43°27′9″N 83°16′56″O / 43.45250, -83.28222 (43.452555, -83.282201).  Según la Oficina del Censo de los Estados Unidos, tiene una superficie total de 91.9 km², de la cual 89.3 km² corresponden a tierra firme y 2.6 km² son agua.

## Demografía
Según el censo de 2020, hay 1590 personas residiendo en la zona. La densidad de población es de 17.8 hab./km². El 92.08 % son blancos, el 0.38 % son afroamericanos, el 0.38 % son amerindios, el 0.25 % son asiáticos, el 0.88 % son de otras razas y el 6.04 % son de una mezcla de razas. Del total de la población, el 3.27 % son hispanos o latinos de cualquier raza.